# Vipya Mountains
Vipya Mountains är en bergskedja i Malawi. Den ligger i den norra delen av landet. Landskapet utgörs av skog och odlingsmark.